# Dziecko piątku
Dziecko piątku – dziewiąty tom cyklu Jeżycjada. Powieść autorstwa Małgorzaty Musierowicz, z ilustracjami autorki, wydana w 1993.

## Krótko o treści
Akcja powieści dzieje się przez kilka dni na przełomie czerwca i lipca 1993 roku. Książka opisuje losy Aurelii Jedwabińskiej, znanej jako Genowefa Bombke vel Pompke z Opium w rosole. Po śmierci matki zaczyna dziwnie się zachowywać. Unika znajomych i przyjaciół. Podkochuje się w dorosłym Maćku Ogorzałce, który jest mężem Kreski, najlepszej przyjaciółki Aurelii. Dziewczyna ma słaby kontakt z ojcem, który kiedyś zostawił ją i jej matkę, a z którym po śmierci matki zamieszkała. Wraz z Konradem Bitnerem, przypadkowo spotkanym po zakończeniu roku szkolnego, odwiedzają Martę Jedwabińską, babkę dziewczyny. Dla Aurelii jest to ucieczka od smutku. Dziewczyna zaczyna dochodzić do siebie. O jej względy zabiegają Artur, siostrzeniec Maćka Ogorzałki i Konrad. W końcu Aurelia zaczyna dogadywać się z ojcem i Kreską (której przez jakiś czas unikała z powodu komplikacji natury uczuciowej).
W powieści ukazane są też wątki rodziny Borejków. Gabriela zamartwia się swoimi córeczkami, a wkrótce wychodzi na jaw, że jest w ciąży. Przy okazji rodzinie Borejków przybywa nowy znajomy – pan Jankowiak, który najwyraźniej bardzo polubił babcię Jedwabińską.

## Bohaterowie
- Aurelia Jedwabińska (Geniusia) – główna bohaterka, uczennica poznańskiego liceum. Córka Ewy i Eugeniusza Jedwabińskich, wnuczka Marty Jedwabińskiej.
- Konrad Bitner (Kozio) – kolega ze szkoły Aurelii, zabiega o jej względy, ma swój mały teatrzyk kukiełkowy, brat Beaty "Bebe" Bitner. Niski i chudy, za to bardzo inteligentny i kulturalny.
- Artur (Arturek-Gburek) – dwudziestoletni siostrzeniec Macieja i Piotra Ogorzałków, wysoki, przystojny, dobrze zbudowany i pewny siebie. Mieszkaniec Pobiedzisk, również zabiega o Aurelię, chce studiować architekturę. Konrad postrzega go jako gbura.
- Marta Jedwabińska (Babcia) – babcia Aurelii, matka Eugeniusza. Jej mąż zaginął podczas II wojny światowej, od tamtej pory samotnie wychowywała syna. Doświadczona życiowo i mądra kobieta, mimo wielu tragedii w życiu ma pozytywne nastawienie do niego, nie brakuje jej poczucia humoru.
- Bronisław Jankowiak – woźny w szkole, do której uczęszcza Aurelia z Konradem. Zgorzkniały starszy pan, wdowiec, cierpi z powodu samotności. Zaprzyjaźnia się z Różą i Laurą.
- doc. dr hab. Eugeniusz Jedwabiński – ojciec Aurelii, syn Marty. Rozwiedziony z matką Aurelii, po jej śmierci przygarnął córkę do siebie (tj. domu pani Moniki, z którą pozostaje w nieformalnym związku). Mimo wieku jest niedojrzały emocjonalnie, zamknięty w sobie, nie dogaduje się z córką.
- Grzegorz Stryba – mąż Gabrieli (od roku), ojczym Laury i Róży. Próbuje znaleźć wspólny język z pasierbicami.
- Gabriela Stryba (de domo Borejko, primo voto Pyziak) – matka Laury i Róży, siostra Idy, Natalii i Patrycji. Żona Grzegorza, ma za sobą nieudane małżeństwo z Januszem Pyziakiem. Powszechnie lubiana ze względu na skromność i chęć niesienia pomocy innym.
- Janina Ogorzałka z domu Krechowicz (Kreska) – wnuczka profesora Dmuchawca, żona Maćka Ogorzałki oraz przyjaciółka Gabrysi i Aurelii.
- Profesor Czesław Dmuchawiec – dziadek Kreski, emerytowany nauczyciel języka polskiego, przyjaźnił się z panem Jankowiakiem.
- Róża Pyziak (Pyza) – córka Gabrieli Borejko i Janusza Pyziaka, starsza siostra Laury. Jest dojrzała jak na swój wiek i bardzo odpowiedzialna.
- Laura Pyziak (Tygrysek) – córka Gabrieli Borejko i Janusza Pyziaka, młodsza siostra Róży. Sprawia kłopoty wychowawcze.
- Pani Monika - konkubina Eugeniusza Jedwabińskiego, zamieszkał u niej po rozwodzie z matką Aurelii. Kobieta ładna i zadbana, jednak oschła i niemiła. Ze wzajemnością nie lubi Aurelii.
- Pani Klimasowa - woźna w szkole, zmienniczka pana Jankowiaka.